# Међународна година књиге
Уједињене нације су 1972. годину прогласиле Међународном годином књиге (енгл. International Mountain Day) , а Унеско је ставио на снагу.
У међународној години књиге (1972), Јикји је јавно признат као најстарија сачувана књига штампана покретним металним словима, од стране Парка Беонгсона, који је радио као библиотекар у Националној библиотеци Француске.

## Историја
Саопштење је званично издато 1970. године, током Генералне скупштине Унеска. Узрок проглашења је повећање приступа књигама. Лого манифестације обележен је издавањем поштанских марака у неколико земаља.
Колико су књиге и библиотеке важне за просветљење човечанства говори реченица Томаса Карлајла: „Све што је Човечанство урадило, мислило, стекло или било, лежи као у магијском чувању на страницама Књига. Они су изабрано власништво људи."